# Khris Vaughn
Khris Vaughn (Portland, 1998) è un giocatore di football americano statunitense, di ruolo wide receiver.
Ha giocato a football americano a livello di college presso l'Università della California - Davis. Nel 2022 si è trasferito in Germania, giocando nei Kiel Baltic Hurricanes.